# Chiesa di Santa Maria delle Grazie alla Zabatteria
La chiesa di Santa Maria delle Grazie alla Zabatteria era una chiesa di Napoli che sorgeva in via Zabatteria, nel quartiere Pendino.

## Storia e descrizione
Fu costruita nel 1587 dalla congregazione dei cuoiai, dal momento che la Zabatteria era un tempo la zona dei ciabattini (dall'arabo cabata modificato in zabata) i quali adoperavano il pellame per eseguire i loro manufatti.
Fu restaurata nel XVIII secolo e in attività fino al XX secolo quando cominciò il suo declino: oramai in degrado architettonico, sconsacrata e adibita a deposito, fu abbattuta nel 1981 in occasione dei lavori di ampliamento di via Marina.
L'edificio seppur nelle ultime condizioni presentava ancora l'aspetto tipico della ristrutturazione settecentesca: la facciata inglobata nella cortina edilizia presentava quattro lesene ioniche ed un portale sormontato da un ovale raccordato con due ghirlande al cui interno era posto il busto in stucco della Vergine con il Bambino Gesù e sotto appena affioranti due teste di putti.
I volti di questo gruppo sono stati conservati e sono ancora visibili nel vestibolo della basilica dell'Incoronata Madre del Buon Consiglio a Capodimonte.